# Michele Puccini
Michele Puccini (Lucca, 27 de novembre, 1813 - Idem. 23 de gener, 1864), va ser un compositor italià del segle del Romanticisme.

## Biografia
Michele Puccini, era fill del compositor Domenico Puccini, i pare de Giacomo el celebrat autor de La bohème.
Va estudiar lletres, filosofia i matemàtiques, simultaniejant aquests estudis amb els de la música, art en el que tingué diversos professors, acabant, finalment, la seva educació amb el mestre Mercadante a Nàpols,
El 1841 retornà a la seva ciutat natal, en la que fou nomenat director de l'Institut Musical, que llavors portava el nom de Giovanni Pacini. Va ser director de l'orquestra de la cort ducal de Lucca, organista de la catedral de San Martino.
Es distingí principalment com a contrapuntista i, sobre tot, com a professor, havent sortit de la seva classe notables deixebles.

## Obra
- Dues misses, compostes a l'estil alemany;[1]
- un Miserere';[1]
- un Benedictus i altres obres de caràcter religiós.[1]

És autor també de les dues òperes: Antonio Foscarini i Cattani o La rivoluzione degli Sraccioni.
Quan morí, Pacini li dedica un Rèquiem.